# Adam Adamczyk
Pour les articles homonymes, voir Adamczyk.
Adam Adamczyk (né le 1er octobre 1950 à Varsovie) est un judoka polonais.

## Carrière
Il participe sans succès aux jeux olympiques en 1972 et en 1976. Il ramène une médaille de bronze de championnats du monde de judo 1975, mais c'est aux championnats d'Europe qu'il est le plus recompensé, il monte sur le podium 6 fois pour être sacré champion en 1977.
Après la fin de sa carrière il devient entraîneur.

## Palmarès

### Championnats du monde
- Médaillé de bronze à Vienne en 1975

### Championnats d'Europe
- Médaillé d'or à Ludwigshafen en 1977
- Médaillé d'argent en 1976 et 1978
- Médaillé de bronze en 1974, 1975 et 1979